# قیافه عبوس
قیافه عبوس (Resting Bitch Face) که به اختصار به آن بی‌آراف (RBF) گفته می‌شود یک حالت چهره است که یک فرد به طور ناخواسته و در حالتی کاملا عادی، عصبانی، آزرده، تحریک یا تحقیر شده به نظر می‌رسد. این وضعیت مخصوصا به زمانی اشاره دارد که فرد در حال استراحت است و مشغول هیچ اظهار نظر یا بیان احساساتی نیست. این مفهوم توسط روانشناسان مورد مطالعه قرار گرفته و ممکن است پیامدهای روانشناختی مرتبط با سوگیری‌های جهت‌دار، کلیشه‌های جنسیتی، قضاوت‌ انسانی و تصمیم‌گیری داشته باشد.

## همچنین ببینید
- گربه اخمو
- نظریه هویت اجتماعی
- فرضیه بازخورد چهره